# کار (افسانه)

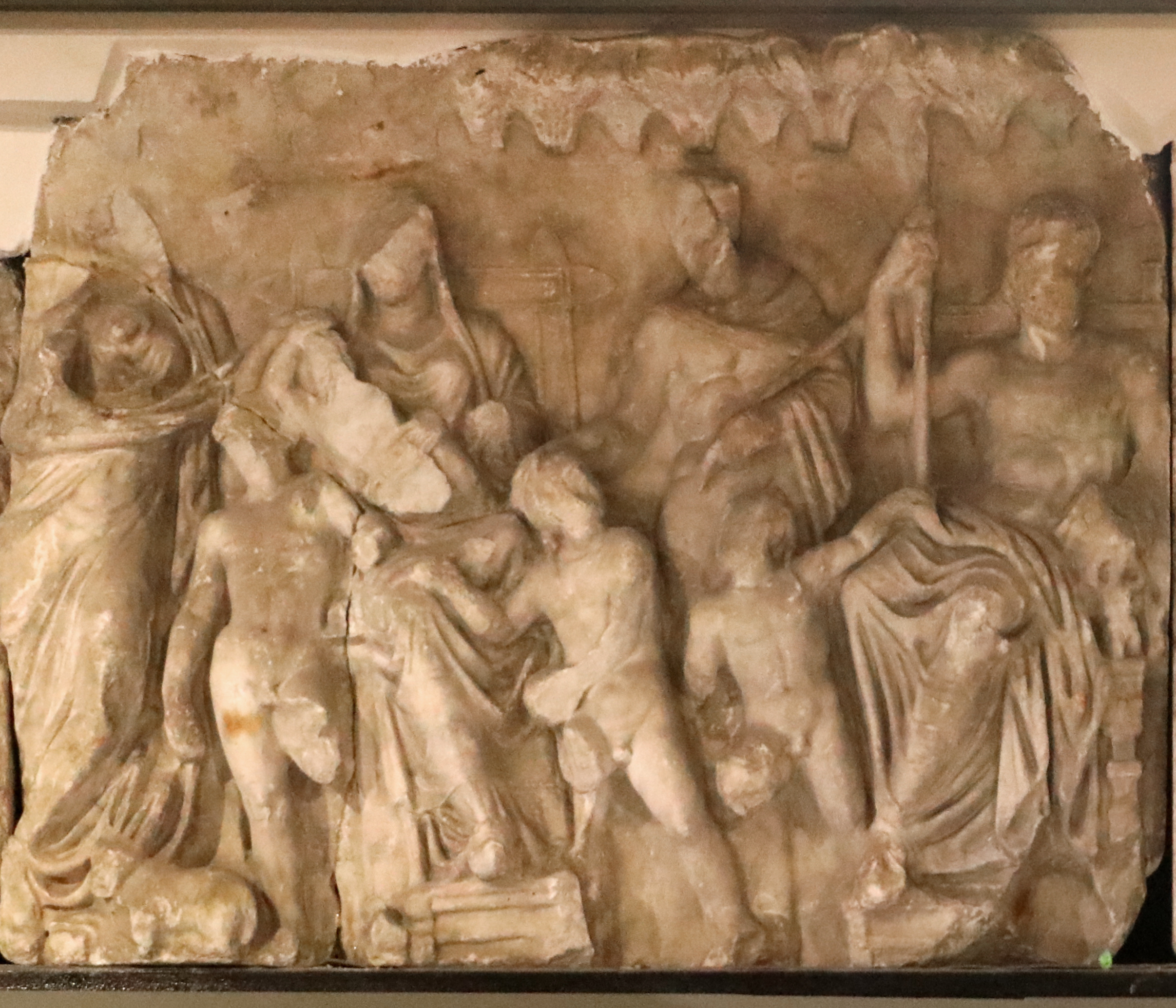
فریزهایی از معبد هکات در لاگینا (استانبول)

کار ( یونانی Καρ) از نخستین پادشاهان افسانه‌ای کاریا است که نام کاریان برگرفته از او است.